# Воловські гори

Розміщення Воловських гір

Во́ловські гори (словац. Volovské vrchy) — гірський масив у східній Словаччині, частина Словацьких Рудних гір. Найвища точка — гора Койшовська Ґоля, 1246 м. Воловські гори діляться на шість частин:
- Гавран'ї гори
- Кнола
- Злати Стуол
- Гнилецькі гори
- Піпітка
- Койшовська Ґоля
- Голичька

## Пам'ятки
- Міста Ґелниця, Кошиці, Медзев, Рожнява
- Замок Бетліар
- Заповідник

## Річки
- Бела
- Борзов[1]
- Врбіца
- Генцлова[2]
- Голубниця
- Гумель[3]
- Забава[4]
- Залізний потік
- Задній потік[5]
- Златна
- Маркушовський потік
- Миславський потік
- Ольшава[6]
- Піверський потік[7]
- Порачський потік
- Порча[8]
- Словинський потік
- Смолник
- Смольницький потік[9]
- Теплицький Брусник[10]
- Тиха Вода
- Чечейовський потік
- Чічковський потік
- Штоський потік[11]
- Шуговський потік[12]